# Lupe Fiasco
Lupe Fiasco, pseudonimo di Wasalu Muhammad Jaco (Chicago, 16 febbraio 1982), è un rapper e cantante statunitense.
Vincitore di un Grammy Award, ha acquisito popolarità dal 2006, in seguito all'ottimo successo del suo album di debutto Food & Liquor Il produttore ed artista Jay-Z ha descritto Lupe Fiasco come una "ventata d'aria fresca" nel mondo dell'hip hop, mentre la critica l'ha definito come la nuova avanguardia generazionale dell'hip hop.
Fiasco è anche cofondatore e presidente della 1st & 15th Entertainment, una casa discografica affiliata alla Atlantic Records.

## Biografia
Wasalu Muhammad Jaco nasce il 16 febbraio 1982 a Chicago, Illinois, ed è figlio di una cuoca e di un ingegnere.
Cresce in una famiglia musulmana afroamericana di West Chicago. Suo padre, membro delle pantere nere, è un ingegnere e batterista africano che insegna karate in varie scuole, ed è proprietario di un negozio d'armi.
Lupe passa le scuole medie alla Thornton Township High School ad Harvey, Illinois. All'inizio Lupe odiava l'Hip Hop per l'uso del linguaggio volgare e per la discriminazione delle donne, ma inizia ad appassionarsi ascoltando l'album di Nas, It Was Written, del 1996.
Crescendo Fiasco viene soprannominato dalla madre "Lu", l'ultima sillaba del suo nome (Wasalu). In seguito, prendendo spunto dal nomignolo di un suo amico delle scuole medie, questo soprannome diventa "Lupe". "Fiasco", invece, proviene dalla canzone Firm Fiasco, contenuta nell'album The Firm: The Album del gruppo rap The Firm.

### 2001-2006: Gli inizi
All'età 19 anni Fiasco è membro di un gruppo chiamato Da Pak. Dopo aver firmato per la Epic Records e aver pubblicato un singolo, il gruppo si scioglie. Dopo questa esperienza Lupe firma un contratto con la Arista Records, ma successivamente è escluso dopo il licenziamento del suo presidente. Durante questo periodo fa delle apparizioni nei singoli Kiss Me e Didn't You Know di Tha' Rayne e This Life di K Foxx. Incide inoltre la canzone Coulda Been per la compilation di MTV Advance Warning. Inizia inoltre a pubblicare vari mixtape e a creare e sviluppare il suo fan club su internet.

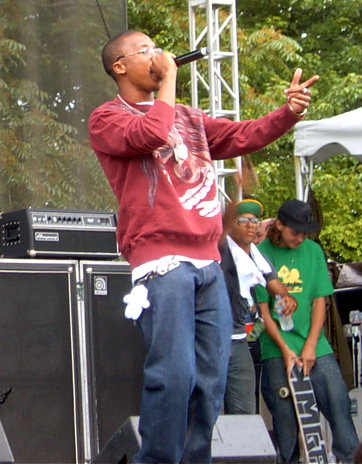
Fiasco all'Intonation Music Festival, in Illinois, nel 2006.

Fiasco acquisisce popolarità nell'undie dopo l'uscita di vari mixtape, soprattutto Fahrenheit 1/15 Part I: The Truth Is Among Us, Fahrenheit 1/15 Part II: Revenge of the Nerds e Fahrenheit 1/15 Part III: A Rhyming Ape. Nel 2005, Fiasco collabora a due tracce del mixtape di Mike Shinoda, intitolato Fort Minor: We Major ed è perfino membro attivo del forum su internet dei Fort Minor. Durante questo periodo il rapper Jay-Z sente parlare del giovane talento di nome Lupe Fiasco e lo aiuta a produrre quello che sarebbe diventato il suo album di debutto, Food & Liquor.

### 2006-2007: Food & Liquor
Nel 2005 Fiasco appare nel singolo Touch the Sky del rapper Kanye West, tratto dall'album Late Registration. Il singolo raggiunge la sesta posizione delle classifiche inglesi e la decima posizione della US Hot Rap tracks. Poco dopo pubblica il suo primo singolo, Kick, Push, una canzone influenzata dal mondo dello skateboard. Con la sua popolarità che pian piano cresce, Fiasco annuncia l'uscita del suo primo album, Food & Liquor, che viene pubblicato il 19 settembre 2006. L'album viene prodotto da Jay-Z, Kanye West, Mike Shinoda, The Neptunes, Prolyfic e altri. Alcuni dei singoli più noti di Food & Liquor sono appunto Kick, Push, I Gotcha e Daydreamin', che vede la partecipazione di Jill Scott. L'album viene candidato per 3 Grammy Award, incluso il premio per il Best Rap Album. Lo stesso anno Lupe Fiasco viene nominato "Breakout Man of the Year" dalla rivista GQ.

### 2007-2008: The Cool

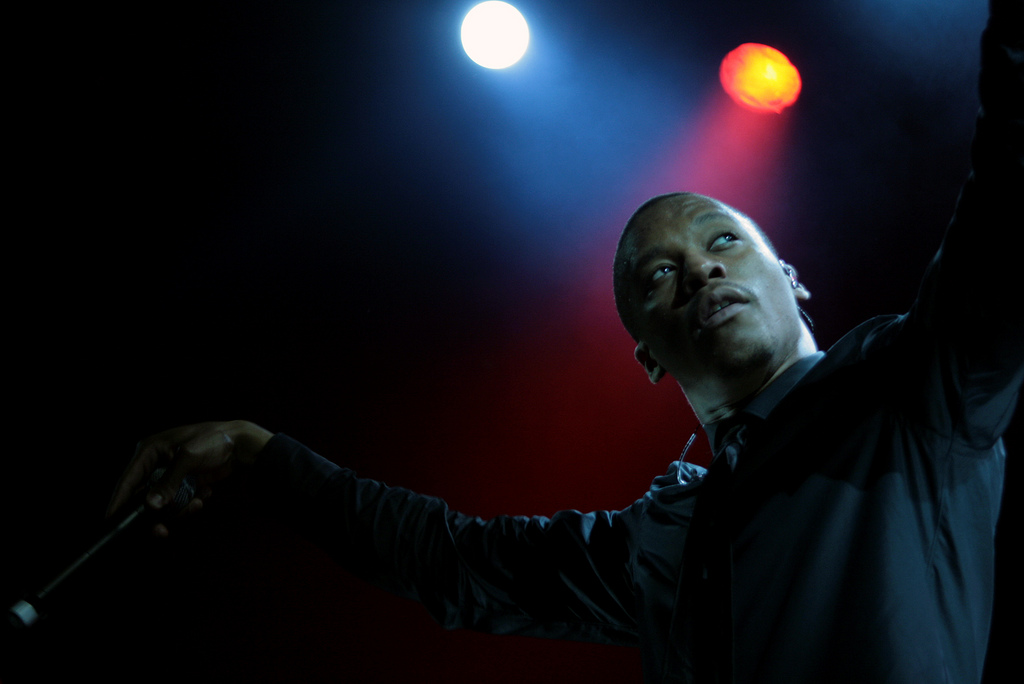
Fiasco a Dublino, Irlanda, nel 2008

Nel 2007 Lupe annuncia l'uscita del suo secondo album, The Cool, un album di espansione dell'omonima canzone contenuta in Food & Liquor. Durante le registrazioni gli muore il padre e il suo socio in affari, Charles "Chilli" Patton, viene condannato a 44 anni di reclusione per aver tentato di offrirgli dell'eroina. L'album viene pubblicato nel dicembre 2007 negli Stati Uniti. Il primo singolo ad essere estratto dal disco è Superstar, con la collaborazione di Matthew Santos. Il singolo in versione digitale viene pubblicato su iTunes il 25 settembre 2007 insieme ad un remix di "Dumb It Down". Le star del baseball Hanley Ramírez, Troy Tulowitzki, Ryan Zimmerman, Gerald Laird e Ryan Braun hanno perfino utilizzato il brano durante le loro battute. La canzone viene anche inclusa nella serie Hard Knocks della HBO. I singoli "Put You on Game" e "Little Weapon" vengono anche utilizzati nel trailer del film Street Kings.

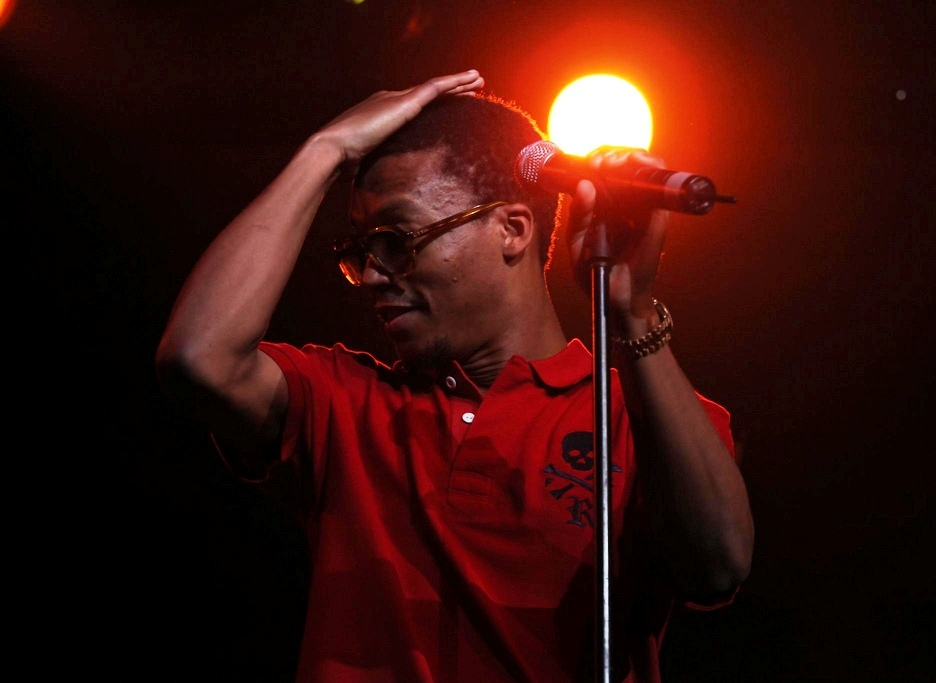
Fiasco a Melbourne, Australia, nel 2009

Sempre nel 2007 viene anche annunciata la creazione dei Child Rebel Soldier, un nuovo gruppo musicale formato da Fiasco, Kanye West e Pharrell Williams. I Child Rebel Soldier, o CRS, pubblicano anche un mixtape chiamato Rebel Music, con campionamenti e remix di canzoni provenienti da un album per ciascuno dei tre artisti: The Cool, Graduation e Seeing Sounds. Il mixtape vede anche la partecipazione di Jay-Z, Common e i N.E.R.D I CRS hanno anche pubblicato un singolo, "US Placers".
In un'intervista con la Village Voice, Lupe rivela la scrittura di una novella dedicata ad un pulitore di vetri, intitolata Reflections of a Window Washer. Nel 2008 Fiasco e la sua band, 1500 or Nothin, partecipano al West's Glow in the Dark Tour, al quale prendono parte anche artisti come Rihanna e i N.E.R.D. Il tour passa per varie città, inclusa la sua città natale Chicago. Nel 2008 MTV nomina Fiasco 7th Hottest MC in the Game e annuncia un remix di The Cool con la band electro house francese Justice. Il brano "Superstar" è stato anche incluso nel videogioco Lips.

### Anni 2010
Nell'aprile 2010 ha fondato il collettivo All City Chess Club con Pharrell Williams, B.o.B, Asher Roth, Wale, The Cool Kids, J. Cole e altri.
Nel luglio dello stesso anno ha pubblicato un EP con il nome Japanese Cartoon, progetto parallelo di stampo rock.
Nel periodo 2008-2010 registra l'album Lasers, che viene pubblicato nel marzo 2011 da Atlantic Records e che vede la partecipazione di Trey Songz, John Legend e altri artisti. Il singolo The Show Goes On ha preceduto la pubblicazione dell'album di alcuni mesi.
Nel settembre 2012 è uscito il quarto album in studio, Food & Liquor II: The Great American Rap Album Part 1. Si tratta di un album la cui produzione era iniziata già nel 2009. A questo album partecipano, tra gli altri, Guy Sebastian e Bilal.
Nell'ottobre 2013 è stato diffuso il singolo Old School Love, che contiene il featuring di Ed Sheeran.
Per il 20 gennaio 2015 è fissata l'uscita di Tetsuo & Youth, quinto album in studio di Lupe Fiasco.

## Discografia

### Album
- 2006 - Food & Liquor
- 2007 - The Cool
- 2011 - Lasers
- 2012 - Food & Liquor II: The Great American Rap Album Pt. 1
- 2015 - Tetsuo & Youth
- 2017 - Drogas Light
- 2018 - Drogas Wave
- 2022 - Drill Music In Zion
- 2024 - Samurai

### Singoli
- 2005 - Touch the Sky (dall'album Late Registration di Kanye West)
- 2006 - Kick, Push
- 2006 - I Gotcha
- 2006 - Daydreamin' (feat. Jill Scott)
- 2007 - Superstar (feat. Matthew Santos)
- 2008 - Hip Hop Saved My Life (feat. Nikki Jean)
- 2008 - Paris, Tokyo
- 2010 - The Show Goes On
- 2011 - Words I Never Said (feat. Skylar Grey)
- 2011 - Out of My Head (feat. Trey Songz)
- 2012 - Around My Way (Freedom Ain't Free)
- 2012 - Bitch Bad
- 2012 - Lamborghini Angels
- 2012 - Battle Scars (con Guy Sebastian)
- 2013 - Old School Love (feat. Ed Sheeran)